# Keka Aerospace
Keka Aerospace est une entreprise aérospatiale privée congolaise basée à Lubumbashi en République démocratique du Congo. L'entreprise, crée en 2004 par l'ingénieur Jean-Patrice Keka Ohemba Okase, est à l'origine de la famille de fusées Troposphère dont l'un des modèles (la Troposphère 5) est devenu très populaire sur l'internet francophone. L'entreprise lance des fusées depuis la base de lancement de Menkao.

## Histoire
Keka Aerospace fut fondée en 2004 par Jean-Patrice Keka Ohemba Okese, diplômé de l'institut supérieur des techniques appliquées de Kinshasa avec l'ambition de développer le premier lanceur africain. La création de l'entreprise a été précédée par celle de Développement Tous Azimuts (DTA) qui est la société mère de Keka Aerospace qui fut créé par Jean-Patrice Keka pour faciliter certaines démarches administratives concernant Keka Aerospace,.
Les débuts de l'entreprise ont été très difficiles : en effet, n'obtenant aucun soutien du gouvernement, l'entreprise ne possédait que très peu de ressources financières et matérielles et était obligée de concevoir ses premières fusées avec des matériaux de récupération tels que des boites de lait en poudre. Les infrastructures telles que le centre de contrôle de mission et la base de lancement ont également été construits avec des matériaux recyclés,.
- En 2007, l'entreprise débuta son premier programme spatial, le programme Troposphère, un programme à but expérimental dont les fusées n'avaient pas pour but d'aller dans l'espace. Les premières fusées de ce programme furent la Troposphère 1 et la Troposphère 2. Les deux fusées auraient dû décoller le même jour mais seule la Troposphère 2 a été lancé dans la journée du 10 juillet 2007 et fut une réussite tandis que le lancement de la Troposphère 1 fut annulée en raison de problèmes techniques[4],[2]. 3 mois plus tard, le lancement de la Troposphère 3 est annoncé pour le 12 octobre 2007. Ceci fut leur dernier lancement de l'année 2007 et a été un échec à cause d'un problème moteur[1],[2].
- En 2008, ce fut le tour de la Troposphère 4 d'être lancée le 10 juillet 2008, soit pile un an après le lancement de la Troposphère 2. La fusée dont le fuselage était constitué de boites de lait en poudre décolla de la base de lancement de Menkao et atteignit l'altitude de 15 000 mètres en franchissant lors de son ascension la vitesse de Mach 2,7[2],[5], ce qui fut une réussite.
- En 2009 fut l'année où Keka Aerospace aura beaucoup gagné en popularité grâce au lancement de la Troposphère 5 le 29 mars 2009. Le lancement en question fut à la fois une réussite (grâce aux données collectées) et un échec car la fusée a explosé au décollage, la faute à un bloc de propergol défectueux[6],[2]. L'accident de la Troposphère 5 fut très médiatisé et est devenu un mèmes sur l'internet francophone[1].
- Après 2009, un nouveau projet de lanceur suborbital expérimental du nom de Troposphère 6 fut annoncé et son lancement était initialement prévu en 2016 mais a été reporté par manque de moyens. Ce projet commença par la suite à générer de l'attention notamment en Suisse où des campagnes de financement participatif furent organisées, dont une en 2018 et l'autre en 2020 par les suisses Christian Denisart et Daniel Wyss en collaboration avec Jean-Patrice Keka dont les objectifs furent de récolter 50.000 Francs suisse[3],[7]. La première campagne de financement ne fut pas très fructueuse et seulement 6 530 francs sur les 50.000 initialement prévus auront été récoltés, la seconde compagne quant à elle a permis de récolter plus de fond (25 778 francs)[3],[7]. Bien que l'objectif initial ne fut pas atteint, ces deux campagnes ont permis à la fusée, après tant de retard et dont le lancement est finalement prévu en novembre 2022 après que les derniers tests soient réalisés[7],[8], de voir le jour.
- En 2021, l'association de défense des animaux PETA contacte par mail Jean-Patrice afin que ne soit pas envoyé dans l'espace le cochon d'inde Galaxionaute, que Keka comptait utiliser en tant que cobaye à bord d'une capsule expérimentale que l'entreprise lancerait grâce à Troposphère 6. Le directeur a répondu très favorablement, s'étant engagé à ne plus conduire d'expériences animales, spécifiquement à la suite de la mort du rat embarqué sur Troposphère 5 en 2009[9].

## Description
Keka Aerospace, bien que disposant de moyens et de ressources modestes, a des objectifs ambitieux, en particulier celui d'envoyer une fusée en vol suborbital puis orbital et ensuite un galaxionaute (terme congolais pour astronaute). Certains pourraient ne pas prendre ce projet au sérieux, d'autant plus que la compagnie ne bénéficie d'aucune aide gouvernementale et qu'elle exerce dans l'un des pays les plus pauvres au monde, instable politiquement et socialement, où 73% de la population vivrait sous le seuil des 1,90 $ par jour en 2018 et 86% des enfants de dix ans seraient analphabètes. Néanmoins, elle se soucie nullement des contraintes techniques se présentant à elle et parvient à susciter un grand intérêt, autant chez des jeunes congolais se rendant compte des perspectives qu'induit de telles aspirations qu'au sein de la communauté spatiale internationale. Keka sait faire usage d'un savoir-faire unique lui étant propre, se manifestant par l'utilisation de matériaux de récupération, parfois trouvées dans des décharges afin de construire ses produits.
L'entreprise possède trois sites : son quartier général situé à Lubumbashi au sud de la RDC, son site de production localisé à Kinshasa et enfin son site de lancement non loin de là à Menkao, aux abords du fleuve Congo. Elle emploierait quelques centaines de personnes, parmi lesquelles figureraient une trentaine d'ingénieurs.

## Programmes
Le premier programme de Keka Aerospace fut le programme "Troposphère" : il commença avec la Troposphère 1 et s'acheva avec la Troposphère 5. Le programme Troposphère laissa place au programme "Galaxie" dont la première fusée fut la Troposphère 6,.

### Programme Troposphère
Le programme "Troposphère" était un programme d'essais et d'expérimentations à basse altitude de Keka Aerospace. Le programme "Troposphère" avait pour but de tester la faisabilité de l'aérospatiale en RD Congo avec les moyens matériels et le très faible financement de l'entreprise ainsi que de tester des dispositifs et des technologies devant servir à l'avenir avec des lancements de fusées à basse altitude. Le programme fut un succès.
Ce fut le programme qui a donné son nom aux fusées Troposphères, nom qui, même après la fin du programme, continua d'être attribué. La première fusée du programme fut la Troposphère 1 et la dernière fut la Troposphère 5,.

### Programme Galaxie
Le programme "Galaxie" est le nouveau et actuel programme de Keka Aerospace dont le premier objectif est d'envoyer la première fusée de l'entreprise dans l'espace (la Troposphère 6) avec l'expérience acquise lors du programme "Troposphère". Ce sera aussi le programme sous lequel l'entreprise souhaiterait développer un premier lanceur orbital et d'autres plans à long terme,.

## Galaxionautes
Tout comme les européens ont leurs spationautes, les américains leurs astronautes, les russes leurs cosmonautes ou les Chinois leurs taïkonautes, Keka Aerospace veut ses galaxionautes. Galaxionaute est un terme inventé par Jean-Patrice Keka afin de désigner les gens que l'entreprise compte envoyer dans l'espace.

## Cause de l'échec de la Troposphère 5
La Troposphère 5 était une fusée à deux étages utilisant du propergol solide, dont l'objectif était d'atteindre les 36 km d'altitude avec un rat nommé Kavira à l'intérieur. Le deuxième étage était une Troposphère 4 et le premier étage était composé de 7 chambres de combustion comprenant chacune un bloc de propergol solide et une tuyère. La Troposphère 5 a été construite dans la ville de Lubumbashi et a dû être déplacée dans la ville Kinshasa puis dans la localité de Menkao pour le lancement. Lors du déplacement de Kinshasa vers Menkao, l'un des blocs de propergol n'ayant pas bien été solidifié, celui-ci s'est retrouvé fissuré et déformé. Au début de l'allumage des moteurs, la combustion de ce bloc ne s'est pas passée tel que prévu à cause de toutes ces déformations, ce qui provoqua une forte augmentation de la pression qui entraîna l'explosion de la chambre de combustion du bloc en question et provoqua la déviation de trajectoire de la fusée au décollage,.

## Objectifs de la fusée Troposphère 6
La fusée Troposphère 6 est une fusée à 3 étages de 15 mètres de haut et de 10 tonnes qui comportera plusieurs objectifs à accomplir,,. Ceux-ci sont :
- D'atteindre l'altitude de 200 km dans le cadre d'un vol suborbital ;
- Larguer une expérience suisse sur les origines de la vie sur Terre ;
- Larguer à 45 km d'altitude une capsule expérimentale ;
- Larguer le satellite Njiwa équipé d'un appareil photo avec transmission en direct.